# Șagani, Cetatea Albă
Șagani (în ucraineană Приморське, transliterat: Prîmorske) este un sat în comuna Zolocari din raionul Cetatea Albă, regiunea Odesa, Ucraina. Are 1,841 locuitori, preponderent ucraineni.
Satul este situat la o altitudine de 6 metri, în partea central-sudică a raionului Tatarbunar, pe malul vestic al Limanului Șagani. El se află la o distanță de 35 km sud-est de centrul raional Tatarbunar și la 6 km nord de țărmul Mării Negre.
Până în anul 1947 satul a purtat denumirea oficială de Șagani (Шаганы), în acel an el fiind redenumit Primorske. De această comună depinde administrativ satul Trihat.

## Istoric
Prin Tratatul de pace de la București, semnat pe 16/28 mai 1812, între Imperiul Rus și Imperiul Otoman, la încheierea războiului ruso-turc din 1806 – 1812, Rusia a ocupat teritoriul de est al Moldovei dintre Prut și Nistru, pe care l-a alăturat Ținutului Hotin și Basarabiei/Bugeacului luate de la turci, denumind ansamblul Basarabia (în 1813) și transformându-l într-o gubernie împărțită în zece ținuturi (Hotin, Soroca, Bălți, Orhei, Lăpușna, Tighina, Cahul, Bolgrad, Chilia și Cetatea Albă, capitala guberniei fiind stabilită la Chișinău).
Pentru a-și consolida stăpânirea asupra Basarabiei, autoritățile țariste au sprijinit începând de la începutul războiului stabilirea în sudul Basarabiei a familiilor de imigranți bulgari și găgăuzi din sudul Dunării, aceștia primind terenuri de la ocupanții ruși ai Basarabiei. Satul Șagani a fost fondat în anul 1815 de către cazacii din trupele de la nordul Dunării. În anul 1817 a avut loc sfințirea bisericii cu hramul "Sf. Nicolae".
În urma Tratatului de la Paris din 1856, care încheia Războiul Crimeii (1853-1856), Rusia a retrocedat Moldovei o fâșie de pământ din sud-vestul Basarabiei (cunoscută sub denumirea de Cahul, Bolgrad și Ismail). În urma acestei pierderi teritoriale, Rusia nu a mai avut acces la gurile Dunării. În urma Unirii Moldovei cu Țara Românească din 1859, acest teritoriu a intrat în componența noului stat România (numit până în 1866 "Principatele Unite ale Valahiei și Moldovei"). În urma Tratatului de pace de la Berlin din 1878, România a fost constrânsă să cedeze Rusiei sudul Basarabiei.
La 26 februarie 1888 s-a deschis aici o școală de băieți, care avea și o secție pentru fete. La 26 octombrie 1901 s-a inaugurat școala parohială de băieți, fiind urmată în același an de deschiderea și a unei școli parohiale de fete cu ocazia nașterii Marii Ducese Anastasia (1901-1918).
În perioada de până la primul război mondial, s-au intensificat nemulțumirile țăranilor săraci cauzate de lipsa pământului. În ianuarie 1918, activiștii bolșevici au preluat conducerea în sat proclamând puterea sovietică. Intervenția armatei române a dus la înăbușirea rebeliunii bolșevice și la pacificarea localității.
După Unirea Basarabiei cu România la 27 martie 1918, satul Șagani a făcut parte din componența României, în Plasa Tatar-Bunar a județului Cetatea Albă. Pe atunci, majoritatea populației era formată din ruși, existând și o comunitate mare de ucraineni. La recensământul din 1930, s-a constatat că din cei 2.467 locuitori din sat, 1.717 erau ruși (69.60%), 602 ucraineni (24.40%), 126 români (5.11%), 8 evrei, 3 armeni și 1 găgăuz. Aici a existat o stațiune maritimă.
În perioada interbelică, satul s-a aflat în aria de interes a activiștilor bolșevici din URSS, aici existând un comitet revoluționar clandestin. Mai mulți săteni au participat la Răscoala de la Tatarbunar din septembrie 1924, organizată de bolșevicii din URSS. După înăbușirea revoltei, au fost arestați 62 săteni.
Ca urmare a Pactului Ribbentrop-Molotov (1939), Basarabia, Bucovina de Nord și Ținutul Herța au fost anexate de către URSS la 28 iunie 1940. După ce Basarabia a fost ocupată de sovietici, Stalin a dezmembrat-o în trei părți. Astfel, la 2 august 1940, a fost înființată RSS Moldovenească, iar părțile de sud (județele românești Cetatea Albă și Ismail) și de nord (județul Hotin) ale Basarabiei, precum și nordul Bucovinei și Ținutul Herța au fost alipite RSS Ucrainene. La 7 august 1940, a fost creată regiunea Ismail, formată din teritoriile aflate în sudul Basarabiei și care au fost alipite RSS Ucrainene .
În perioada 1941-1944, toate teritoriile anexate anterior de URSS au reintrat în componența României. Apoi, cele trei teritorii au fost reocupate de către URSS în anul 1944 și integrate în componența RSS Ucrainene, conform organizării teritoriale făcute de Stalin după anexarea din 1940, când Basarabia a fost ruptă în trei părți. Un număr de 507 localnici au luptat în cel de-al doilea război mondial, 181 dintre ei murind pe front. Soldații germani i-au executat pe membrii Sovietului comunal (V.A. Șuliak și G.I. Ghetmanțev) și pe ceilalți activiști comuniști din sat.
În anul 1947, autoritățile sovietice au schimbat denumirea oficială a satului din cea de Șagani în cea de Primorske. În anul 1954, Regiunea Ismail a fost desființată, iar localitățile componente au fost incluse în Regiunea Odesa.
Începând din anul 1991, satul Șagani face parte din raionul Tatarbunar al regiunii Odesa din cadrul Ucrainei independente. În prezent, satul are 1.841 locuitori, preponderent ucraineni. De asemenea, în apropiere se află stațiunea Raseika (în rusă Рассейка).

## Populație
1930: 2.467 (recensământ) 
2001: 1.841 (recensământ)

## Economie
Locuitorii satului Șagani se ocupă în principal cu agricultura. În localitate funcționează o fabrică de cherestea, un magazin de țiglă și o fermă viticolă.

## Turism
Satul Șagani este o stațiune balneară și de recreere, aici existând o bază de tratament, case de odihnă, precum și tabere de pionieri din raioanele Arciz, Tarutino și Tatarbunar. În fiecare an, vin la tratament mai mult de 4 mii de persoane.

## Obiective turistice
- Monumentul lui V.I. Lenin
- Monumentul eroilor sovietici din Marele Război pentru Apărarea Patriei